# 취리히 중국 정원

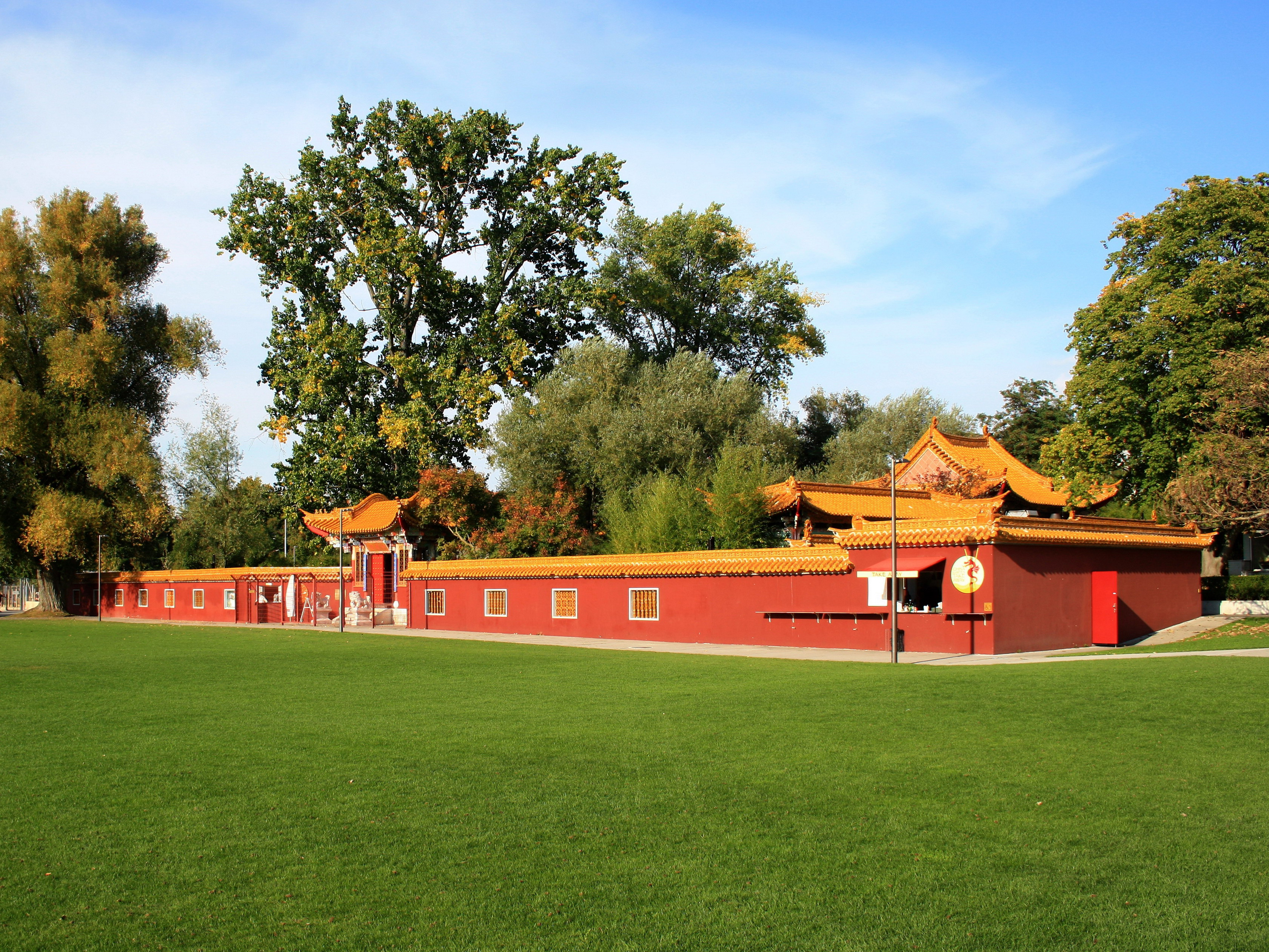
취리히 중국 정원

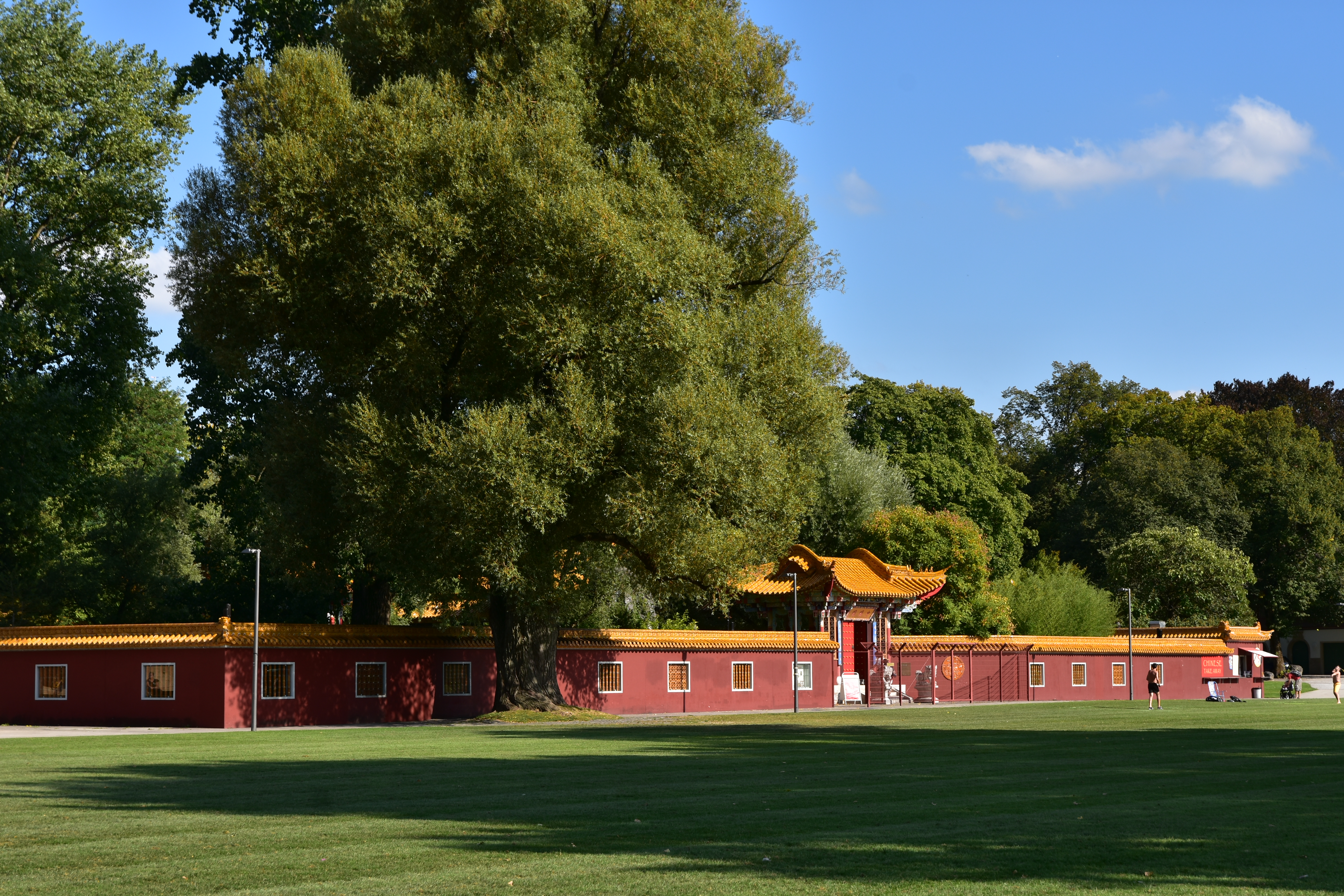

취리히 중국 정원(독일어: Chinagarten Zürich)은 스위스 취리히에 있는 중국 정원이다. 겨울의 세 친구(조맹견의 세한삼우도에서 나온 말로 소나무, 매화나무, 대나무를 일컬음)에게 헌정된 취리히의 중국 자매 도시인 쿤밍의 선물이다.

## 위치와 역사
취리히 중국 정원은 도시의 제펠트 지구에 있으며, 블라터비세와 벨레리브스트라세 사이의 르코르뷔지에관 옆에 있으며, 취리히호 우안에 있는 취리히호른 반도 근처에 있다. 동계 시즌이 종료된 정원은 3월 18일부터 10월 18일까지 일요일과 공휴일에도 매일 오전 11시(오전)부터 오후 7시(오후 7시)까지 개장한다. 취리히 교통공사 트램 라인 2 및 4는 버스 라인 33과 함께 회시가세 또는 프뢸리히스트라세의 인근 정류장에서 운행되며, 버스 912번과 916번은 벨뷰광장에서 중국 정원까지 운행한다.
이 정원은 취리히의 중국 자매 도시인 쿤밍이 쿤밍시 식수 공급과 배수 개발에 대한 취리히의 기술적, 과학적 지원에 대한 감사의 선물이다. 1993년 5월부터 10월까지 취리히 정원부의 지시에 따라 쿤밍과 취리히의 정원 전문가와 장인이 협력하여 취리히시 행정부에서 비용을 지불하여 건설되었다. 공식 취임식은 1994년 봄에 현재 전임 쿤밍 시장과 취리히의 요제프 에스터만이 참여했다. 2010년부터 유지 관리와 운영은 그륀 슈타트 취리히(Grün Stadt Zürich), 취리히시의 공원 및 개방 공간 사무국이 토목 공학과 폐기물 관리 부서의 서비스로 제공한다.

## 풍경과 건물

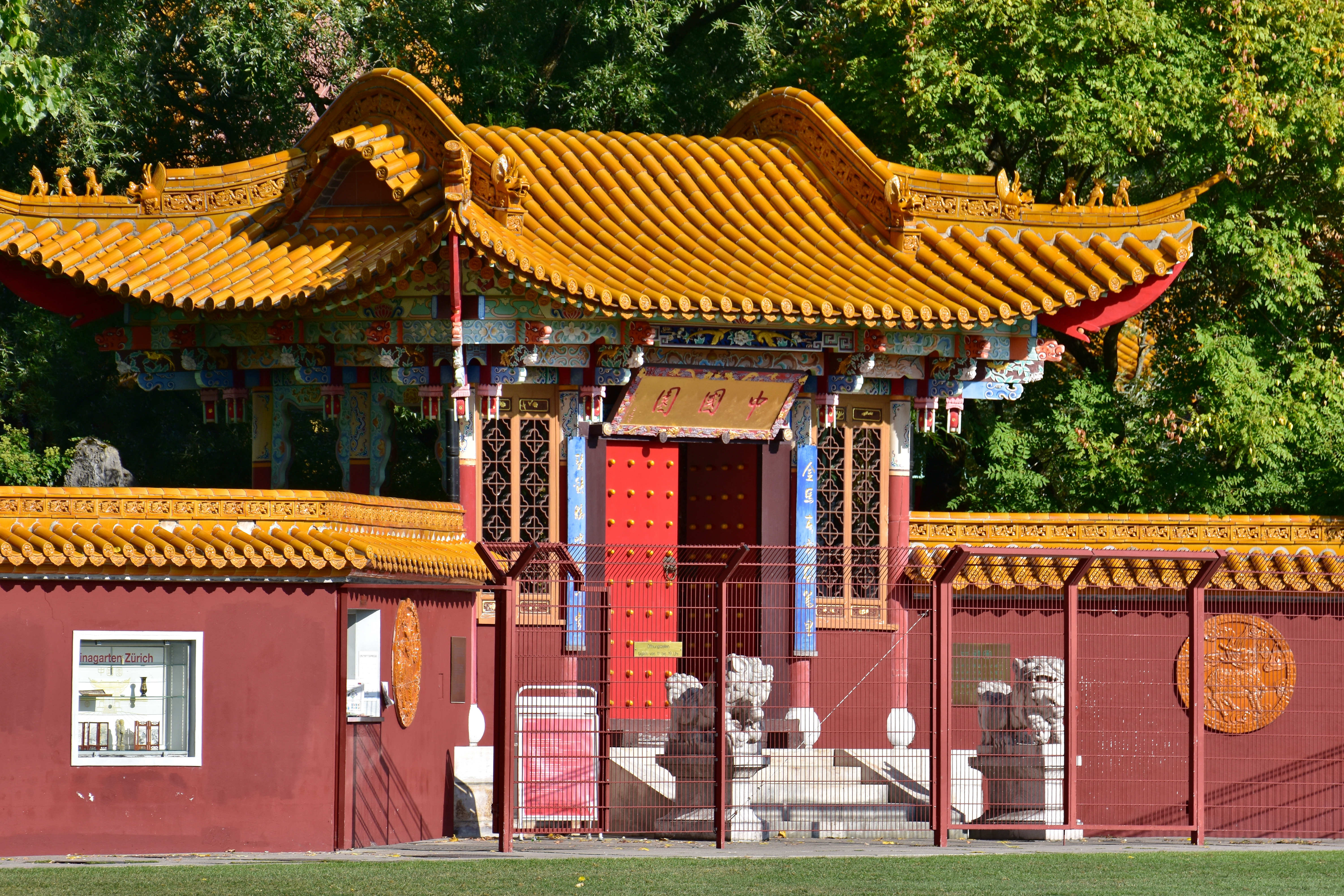
대문

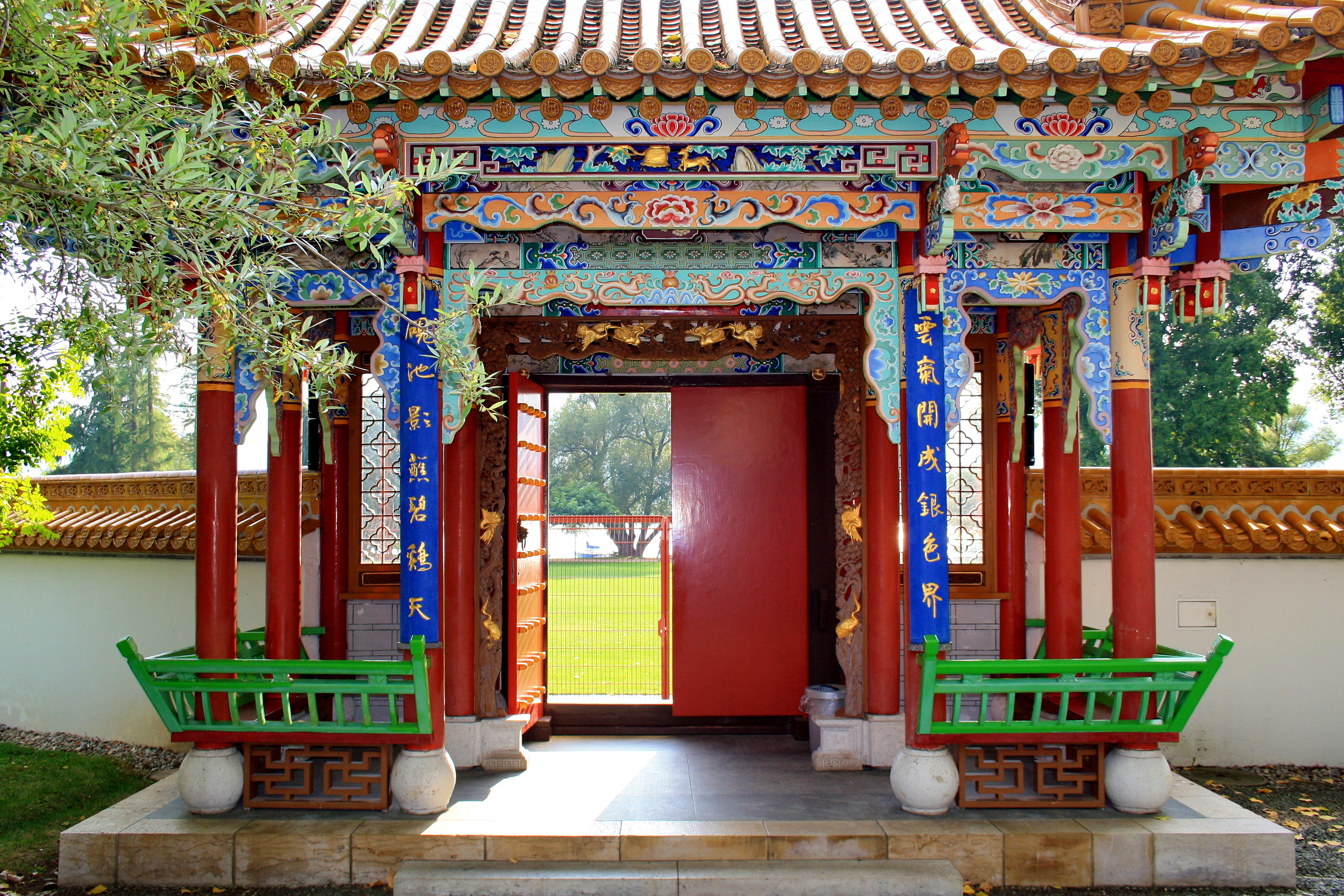
대문 안쪽의 풍경

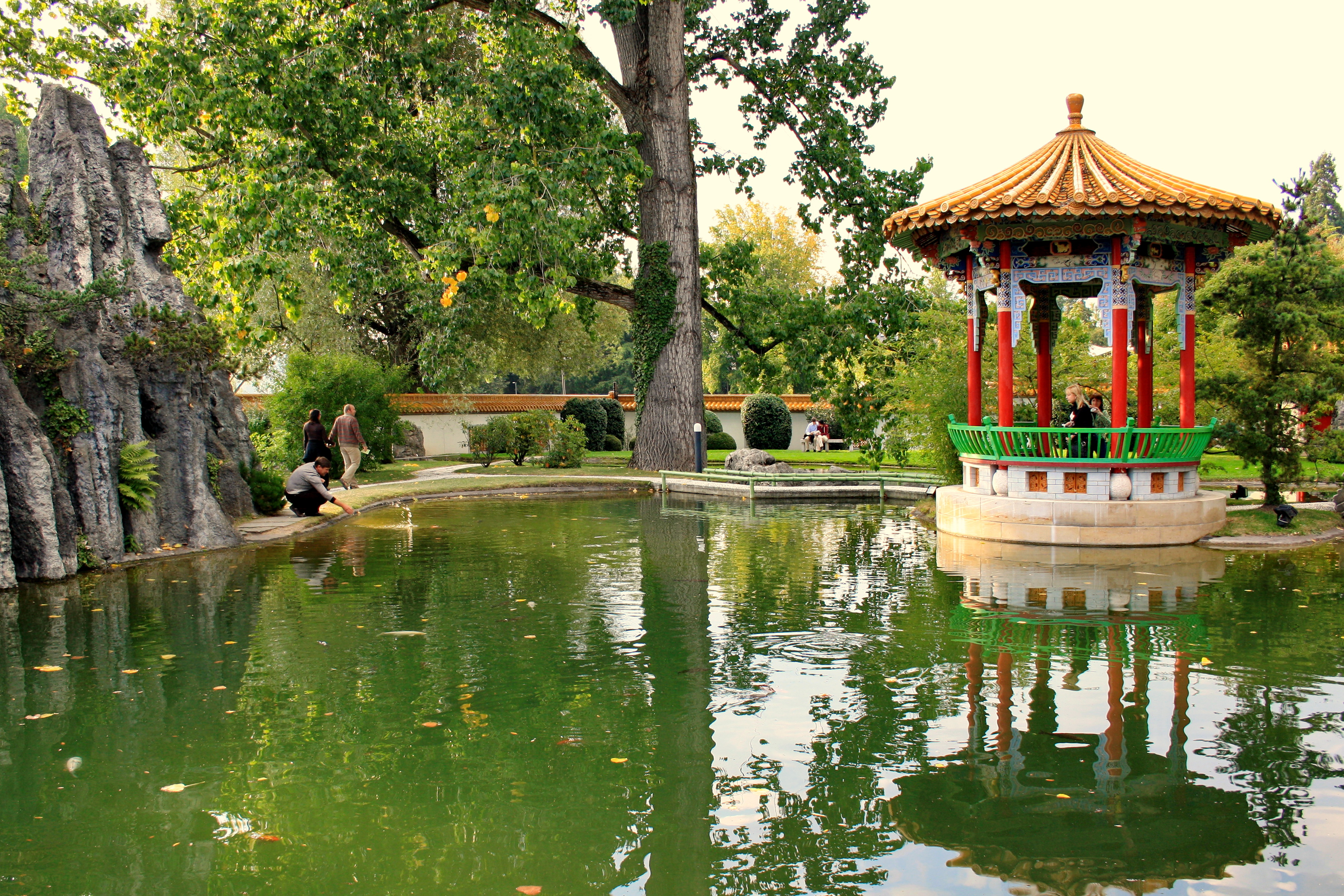
연못과 섬의 정자

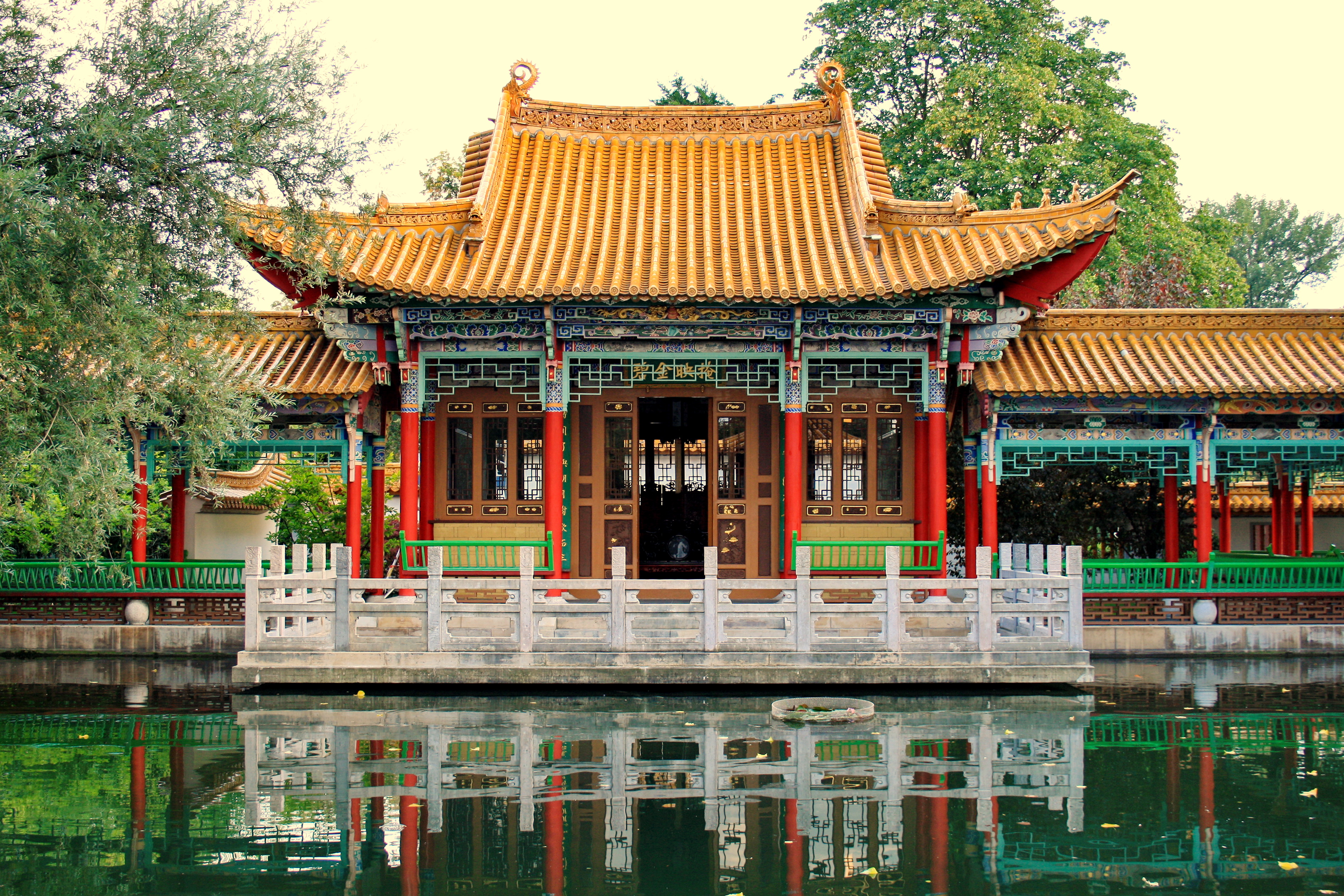
수궁

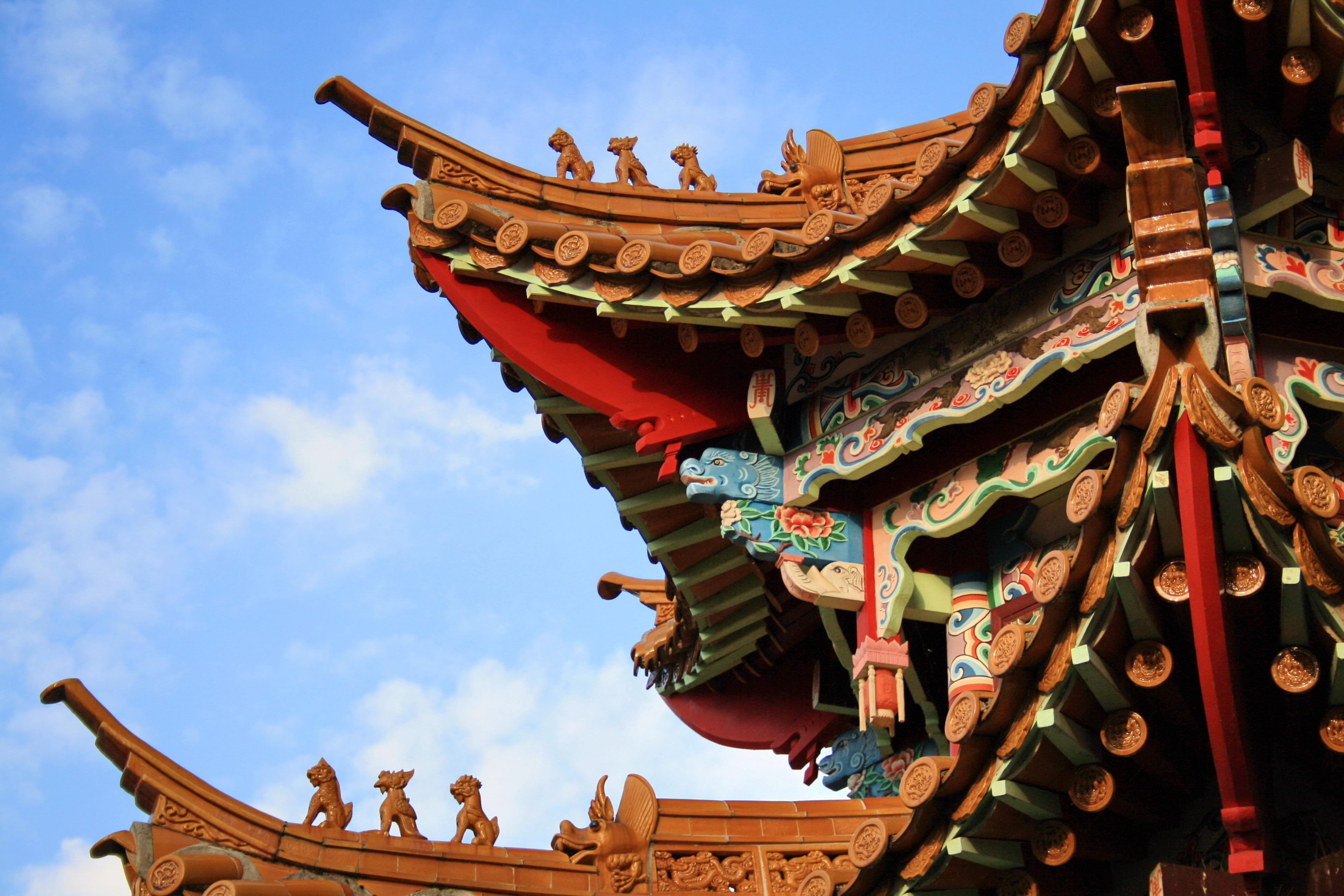
육각 정자의 처마

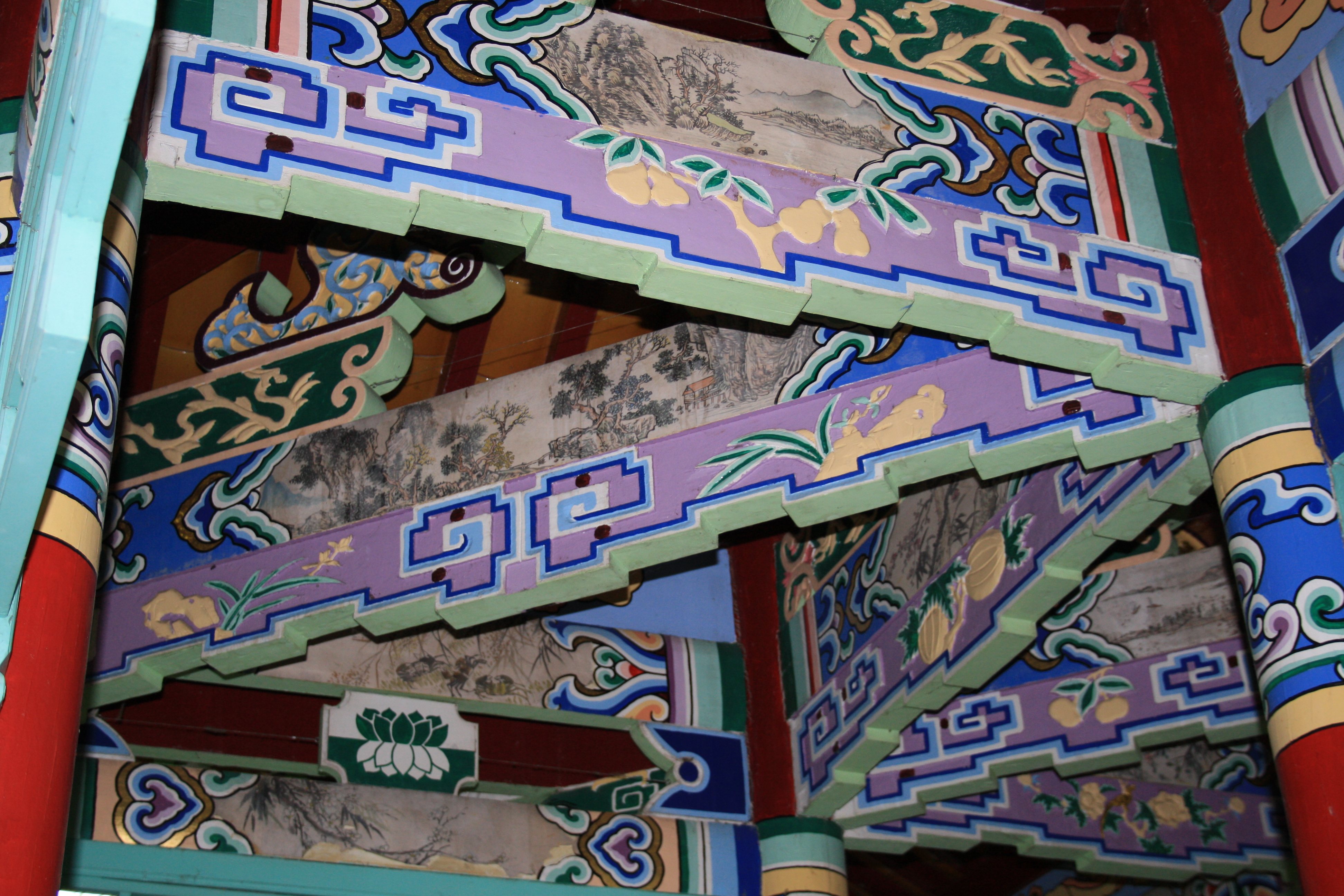
천장의 단청

정원은 낮은 벽으로 둘러싸인 정확히 직사각형 지형을 덮고 있다. 그 중심 요소는 작은 섬이 있는 연못이다.
주변 정원벽은 외부의 세속적인 세계를 예술과 분리하고, 정원 내부의 이상적인 축소판이며, 원치 않는 방문자로부터 보호를 제공한다. 벽에는 3면에 창이 있으며, 대나무와 연꽃 타일이 있다. 처마와 최종 벽돌, 프리즈에는 중국 운룡을 나타내는 작은 조각상이 있다. 벽 모서리와 벽의 상단은 용생구자 중 두 번째인 이문(螭吻)을 장식한다.
메인 포털(입구)은 중국 정원을 의미하는 금판에 서예로 장식되어 있다. 아홉 줄의 못과 문의 붉은 색은 원래 황제를 위한 것이었다. 중국 윈난성에서는 300년 동안 정원 식물의 필수 건축 요소였다. 두 번째 문은 원래 황실 내실의 두 번째 마지막 문으로 명명되었다. 양쪽에 새겨진 패널은 중국 설화에서 발췌한 것이다. 인공산은 풍경의 의미인 ‘산과 물’(山水)을 나타내며, 음양(陰陽)을 대조한다. 암석은 정원을 중심으로 신체의 뼈이다. 또한 공간을 공유하며, 보는 이들의 시선을 사로잡는다.
다리는 정자의 섬과 안뜰을 연결하며, 불사의 섬을 떠올리게 한다. 원형 정자는 중앙을 구현하므로 중국 문화의 다섯 번째 기본 방향이다. 그 비문은 물을 쿤밍과 취리히 도시 간의 우정의 상징으로 언급한다. 육각형 정자는 높은 높이와 겨울의 눈이 드리프트를 암시한다. 그의 조각은 우화로 가득 차 있다. 불사조는 황후의 상징하고, 꽃은 여성의 아름다움의 상징한다. 정자 내부는 행운과 풍경의 상징을 보여주고 있다. 광장 정자 갤러리와 물의 궁전 입구를 형성한다. 입구에는 두 마리의 황금 불사조가 보인다. 조각된 아치형 통로는 봄에 바쳐지고, 까치와 매화는 새롭게 깨어난 생명을 알린다. 열린 갤러리는 500개 이상의 정물과 풍경으로 장식되어 있다. 조각된 아치형 기둥은 윈난 정원의 특별한 특징이다. 짧은 구불구불한 길은 풍요와 조화를 상징한다.
수궁은 중국 정원의 심장이다. 외부 벽, 문 및 창의 페인팅은 의도적으로 단순하게 유지되어 방문자가 건물의 내부 품질에 집중할 수 있다. 테라스는 수면으로 열려 정원의 모든 중요한 요소를 보여주며, 뒤쪽 정원은 그림자 정원이라고 한다.

## 식물과 수생
이 정원은 중국 문화의 주요 테마 중 하나인 ‘겨울의 세 친구’를 표현한 것이다. 소나무, 대나무, 매화 세 식물이 함께 추운 계절을 견디는 것이다. 비문과 그림은 운남 문화의 독특함과 다양한 민족 집단의 영향을 지적한다. 나무와 꽃은 감정과 열망의 근원을 나타낸다. 취리히의 중국 정원에서는 현지 포플러가 전체 디자인에 통합되었다. 연못에는 깨끗한 물과 거룩함을 상징하는 버드나무가 늘어서 있다. 또한 중요한 것은 열린 갤러리와 북쪽 벽 사이에 네 개의 은행나무이다. 대나무 바람이 불면 깊고 독특한 소리로 숲을 표현하고 있다. 소나무는 나무 사이의 수컷 원리와 장수를 상징한다. « 겨울의 세 친구 » 세 번째 부분은 늦은 겨울에 피기 시작하는 매화로 봄의 즐거운 상징이다.
물은 쿤밍과 취리히 사이의 우정의 상징으로 중심 요소이다. 정원에 들어서면 연못은 정원의 모든 중요한 요소를 볼 수 있게 해준다.